# Elektrownia jądrowa Paluel

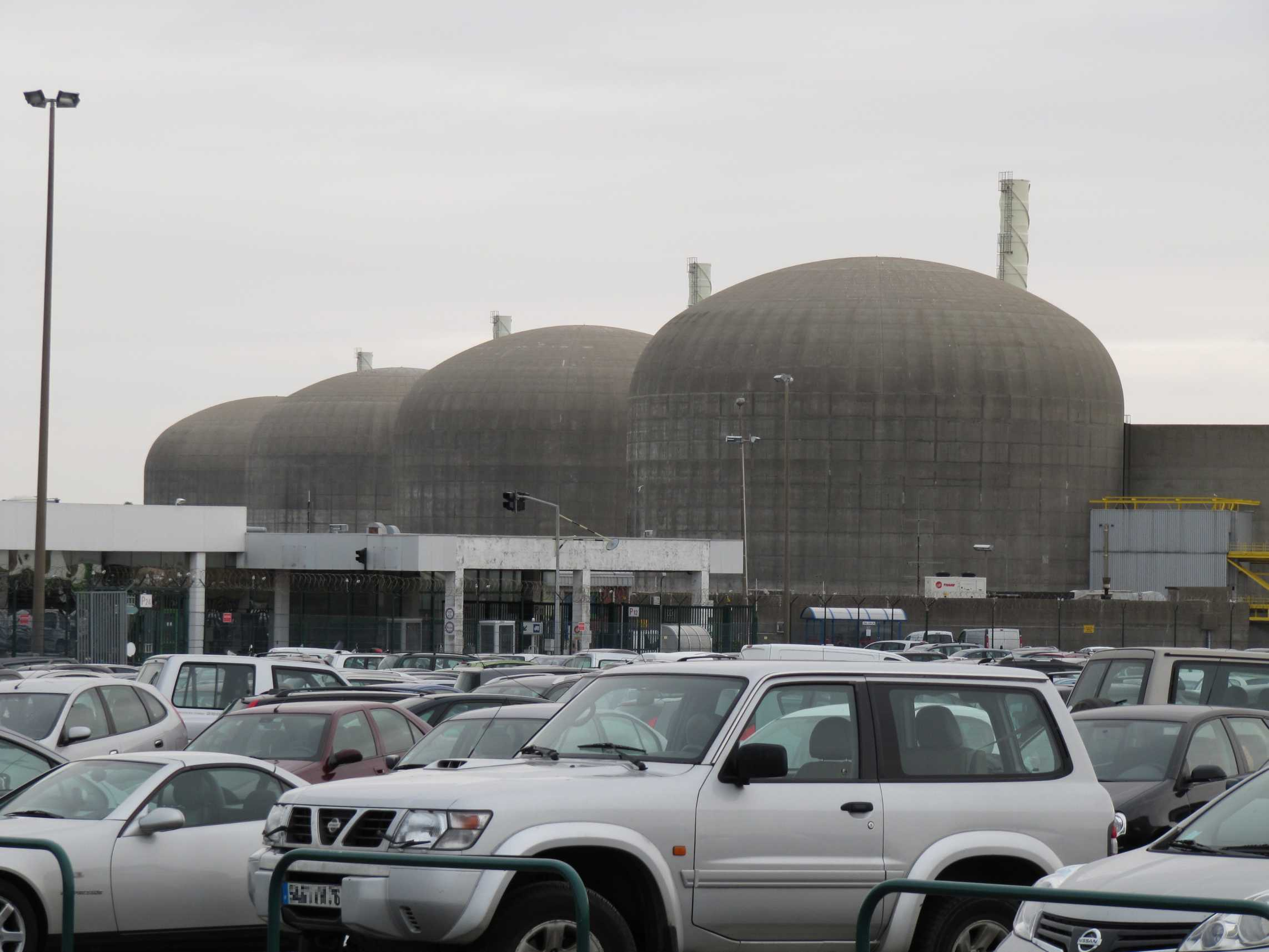
Elektrownia jądrowa Paluel, rok 2010

Elektrownia jądrowa Paluel (fr. Centrale nucléaire de Paluel) – francuska elektrownia jądrowa położona koło miejscowości Paluel, w regionie Górna Normandia, około 40 kilometrów od miasta Dieppe.
Elektrownia posiada dwa rektory typu PWR i zatrudnia około 1250 pracowników. Woda do chłodzenia pobierana jest z kanału La Manche. Planowe wyłączenie reaktorów ma nastąpić w latach 2025/2026.

## Reaktory
| Nazwa bloku | Typ reaktora      | Producent / Dostawca | Właściciel            | Operator              | Rozpoczęcie budowy | Stan krytyczny   | Włącz. do sieci  | Praca komercyjna | Moc elektr. netto (MW) | Moc elektr. brutto (MW) | Moc termiczna (MW) |
| ----------- | ----------------- | -------------------- | --------------------- | --------------------- | ------------------ | ---------------- | ---------------- | ---------------- | ---------------------- | ----------------------- | ------------------ |
| Paluel-1    | PWR (P4 REP 1300) | Framatome            | Électricité de France | Électricité de France | 15 sierpnia 1977   | 13 maja 1984     | 22 czerwca 1984  | 1 grudnia 1985   | 1330                   | 1382                    | 3817               |
| Paluel-2    | PWR (P4 REP 1300) | Framatome            | Électricité de France | Électricité de France | 1 stycznia 1978    | 11 sierpnia 1984 | 14 września 1984 | 1 grudnia 1985   | 1330                   | 1382                    | 3817               |
| Paluel-3    | PWR (P4 REP 1300) | Framatome            | Électricité de France | Électricité de France | 1 lutego 1979      | 7 sierpnia 1985  | 30 września 1985 | 1 lutego 1986    | 1330                   | 1382                    | 3817               |
| Paluel-4    | PWR (P4 REP 1300) | Framatome            | Électricité de France | Électricité de France | 1 lutego 1980      | 29 marca 1986    | 11 kwietnia 1986 | 1 czerwca 1986   | 1330                   | 1382                    | 3817               |